# Rosina Regina Ahles
Rosina Regina Ahles, Ehename Rosina Regina Lortzing (* 5. Dezember 1799 in Bietigheim; † 13. Juni 1854 in Berlin) war eine deutsche Schauspielerin und die Ehefrau von Albert Lortzing.

## Leben
Sie war die Tochter des Bietigheimer Totengräbers Johannes Ahles und seiner Frau Regina Dorothea geborene Kohlbrey. Nach dem Tod des Vaters kam sie 1804 ins Waisenhaus nach Stuttgart. Am dortigen Hoftheater begann sie bereits in jungen Jahren ihre Laufbahn als Schauspielerin. Um 1816 kam sie ins Rheinland, wo sie Rollen bei dem von Caroline Müller geleiteten Derossi-Theaterunternehmen („A-B-C-Theater“) übernahm. Bei Josef Derossi war auch die Schauspielerfamilie Lortzing tätig, mit der Ahles am 14. November 1818 im Aachener Komödienhaus bei einer Vorstellung des Wilhelm Tell erstmals gemeinsam auf der Bühne stand. Sie hatte die Rolle der Berta von Bruneck, der junge Albert Lortzing spielte den Flurschütz Stüßi. Künftig waren die Lortzings und Ahles häufig gemeinsam auf der Bühne zu sehen, gemeinsam wechselten sie auch von Derossi zu Friedrich Sebald Ringelhardt.
Rosina und Albert heirateten am 30. Januar 1824. Nach der Eheschließung nahmen sie zunächst Rosinas Schwester Katharine Kupfer und deren Tochter Christine bei sich auf. Nach einem Zerwürfnis mit der Schwester blieb deren Tochter Christine als Pflegekind bei den Lortzings, bei denen sich in Folge auch zahlreicher Nachwuchs einstellte. Insgesamt gebar Rosina Ahles von 1826 bis 1844 elf Kinder, acht Töchter und drei Söhne, von denen jedoch fünf das Kindesalter nicht überlebten.
Trotz ihrer häufigen Schwangerschaften war Rosina Ahles weiterhin als Schauspielerin zunächst in Köln, Aachen und Dresden tätig. Im Januar 1825 spielte sie kurz nach ihrer ersten Niederkunft in Schillers Phaedra und in Lessings Nathan der Weise. Weitere Bühnenstücke jener Zeit, in denen sie spielte, waren Der Unschuldige muss viel leiden von Theodor Hell, Der Wunderschrank von Holbein und Die Schuld von Adolf Müllner.

Das Wohnhaus der Lortzings in Leipzig

Im Jahr 1826 wechselten Albert und Regina zum Hoftheater in Detmold, während Alberts Eltern bei Ringelhardt blieben. Unter dem Detmolder Theaterleiter August Pichler spielte Rosina Ahles in insgesamt 129 Rollen. Um das Jahr 1832 übernahm Ringelhardt das Stadttheater in Leipzig und berief Albert und Rosina zu sich, wo sie wieder auf die im Ringelhardt-Ensemble verbliebenen Eltern Alberts stießen. In Leipzig verlebten die Lortzings zunächst für rund ein Jahrzehnt eine gute Zeit und dort wurden auch die restlichen Kinder geboren. Rosina Ahles zog sich im Laufe der Zeit aus der Schauspielerei zurück, um sich ihrer Rolle als Mutter zu widmen, während Albert Lortzing, der inzwischen zum Komponisten avanciert war, 1844 eine Anstellung als Kapellmeister erhielt.
Nach Lortzings Kündigung in Leipzig führte der Weg der Familie über verschiedene Stationen nach Wien und Berlin, wo Lortzing 1851 verstarb. Rosina erwog eine Übersiedlung zu Verwandten nach Stuttgart, erkrankte jedoch bald und verstarb 1854 im Alter von 54 Jahren in Berlin. Sie wurde, wie ihr Gatte drei Jahre zuvor, auf dem dortigen Sophienfriedhof II beigesetzt. Im Gegensatz zu Albert Lortzings Grab ist das von Rosina Regina Lortzing geb. Ahles nicht erhalten geblieben.